# Malyš i Karlson
Malyš i Karlson (in russo Малыш и Карлсон? , lett. Il ragazzino e Karlsson) è un film d'animazione sovietico del 1968 tratto dal racconto per bambini di Astrid Lindgren Karlsson sul tetto.
Nel 1970 è stato realizzato dallo studio Sojuzmul'tfil'm un secondo episodio intitolato Karlson vernulsja.

## Trama
La famiglia Svanteson viveva nella città svedese di Stoccolma: padre, madre e tre figli: il maggiore Bosse, il medio Betan e il giovane Svante, che era semplicemente chiamato Kid. Camminando per la strada, Kid nota un cucciolo smarrito e solitario di nome Bobik e lo conosce. 
Improvvisamente il cucciolo Bobik viene chiamato da un ragazzo arrabbiato con un bastone: il suo proprietario. Il ragazzo provoca un conflitto e ottiene un occhio nero. La madre rimprovera il bambino, dicendo che qualsiasi controversia può essere risolta con le parole. 
Il ragazzo dichiara di non avere nessuno, nemmeno un cane. Nella stanza, Carlson vola da Kid, un ometto con un'elica. Si conoscono e Carlson dice che il suo motore si è rotto e chiede a Kid una marmellata di lamponi. Carlson inizia a fare scherzi, lascia cadere il lampadario e vola via.
La famiglia non crede che Carlson sia caduto e abbia rotto il lampadario, e Kid viene messo in un angolo. Carlson ritorna e continua a mangiare la marmellata, affermando di essere la persona più gravemente malata. Il ragazzo che cavalca Carlson vola a casa sua, sul tetto. 
In soffitta incontrano due ladri che rubano la biancheria. Per dare una lezione ai criminali, Carlson si traveste da fantasma e inizia a dar loro la caccia. 
I ladri terrorizzati lanciano biancheria intima. I vigili del fuoco in arrivo rimuovono il ragazzo dal tetto. 
Prima di andare a letto, la madre ha una conversazione con il bambino: dice a suo figlio che i genitori non si separeranno da lui per nessun tesoro.
Arriva l'ottavo compleanno del Kid, ma non trova il cane che si aspettava in regalo. Appare Carlson, ma un cane abbaia fuori dalla porta. Joyful Kid vuole mostrarlo a Carlson, ma si scopre che è volato via dal risentimento.